# Calendrier cambiste
 (avril 2017).
Le calendrier cambiste est un calendrier utilisé en finance.

## Les produits financiers et les calendriers
Les calendriers et notamment le calendrier cambiste, également appelé calendrier des devises, sont utilisés en finance lors de la génération des échéanciers. 
Les échéanciers sont présents - notamment - dans les produits dérivés comme les Swaps de taux d'intérêt autrement appelés Interest Rate Swaps, mais aussi Commodity Linked Swap et Equity Linked Swap ainsi que tous les autres produits financiers : 
- Prêt et emprunt Money Market appelés Loan Deposit
- Le change comptant ou à terme
- Les Forex et Refinancing Swap ou 2 devises interviennent simultanément
- Les options de change
- Les Swaption, FRA, CapFloor
- Les échanges de matière première
- Les dérivés actions comme les Warrants
- Les marchés organisés comme pour les obligations ou les Futures.
- Ces produits sont toujours basés sur des échanges de flux.

Les dates de paiements de ces flux sont soumises à des ajustements, c'est là qu'intervient le calendriers cambiste.
Bien sûr, ces flux ne peuvent pas être échangés le weekend, jours pendant lesquels les devises sont non livrables. Mais ces flux ne peuvent pas non plus être échangés lorsque des jours sont fermés au négoce des devises.

## Les ajustements de date grâce au calendrier cambiste
Lorsqu'une date théorique de paiement, par exemple tous les 3 mois à partir du 15/07/2006, tombe sur un weekend ou bien un jour férié sur la devise dans laquelle le flux doit être réglé, il convient de déplacer la date en avant ou en arrière. C'est là que le mode de report intervient :
Un mode de report indique pour les dates de paiement des intérêts, la façon dont elles doivent être reportées si elles tombent sur des jours fériés ou non ouvrés sur certaines places ou devises indiquées.
On distingue 5 types de modes de report :
- Following : Report au jour ouvré suivant.
- Modified following : Report au jour ouvré suivant sauf si l’on change de mois : dans ce cas, on reporte au dernier jour ouvré du mois en cours.
- Preceding : Report au jour ouvré précédent.
- Modified preceding : Report au jour ouvré précédent sauf si l’on change de mois : dans ce cas, on reporte au premier jour ouvré du mois en cours.
- None : Aucun report (on reste sur le jour en question).

Conjointement à ces modes de report, on applique sur les dates de paiement et de constatation uniquement, un nombre de jours de décalage par rapport à la date de référence qui peut être la date de début ou de fin d’un flux.

## Généralisation aux autres dates
Les dates de paiements sont bien sûr très importantes mais le principe s'applique de la même façon à toutes les dates d'un produit financier : 
- Date de début de période d'un flux
- Date de fin de période d'un flux
- Date de constatation d'un taux variable
- Date de fixing d'un tunnel
- Date de notification pour un droit d'exercice d'option
- Date de notification d'une alerte financière

Autant de date sur lesquelles la moindre erreur sera significative :
- soit de perte financière, essentiellement sur les droits d'exercice d'option qui n'aurait pas été exercés dans la période nécessaire
- soit de dégradation d'image de marque lorsqu'il va falloir que le Back Office se mette en relation avec le client pour faire modifier le montant d'un flux ou le décaler dans le temps et calculer les pénalités de retard.

## Source
- Cet article est partiellement ou en totalité issu du site Business-Calendar.com, le texte ayant été placé par l’auteur ou le responsable de publication sous la licence de documentation libre GNU ou une licence compatible.